# Saint-Aubin-sous-Erquery

Saint-Aubin-sous-Erquery este o comună în departamentul Oise, Franța. În 1 ianuarie 2022 avea o populație de 348 de locuitori.